# Sapphische Strophe
Die sapphische Strophe ist benannt nach der griechischen Dichterin Sappho. Diese Strophe ist vierzeilig und besteht aus drei sapphischen Versen (sapphicus minor), gleichgebauten fünffüßigen Elfsilblern (daher auch sapphischer Hendekasyllabus) mit einem Daktylus an dritter Stelle (—◡ | —× | —◡◡ | —◡ | —×) und als Abschlussvers einem fünfsilbigen Adoneus (—◡◡ | —×).
In der römischen Antike wurde die sapphische Strophe unter anderem von Catull und Horaz übernommen.
Schema für längenzählende Sprachen (— bedeutet lang, ◡ kurz und an den mit x bezeichneten Stellen kann entweder eine lange oder kurze Silbe stehen):

—◡ | —× | —◡◡ | —◡ | —×

—◡ | —× | —◡◡ | —◡ | —×

—◡ | —× | —◡◡ | —◡ | —×

—◡◡—×
Sie wurde in der Neuzeit von zahlreichen deutschen Dichtern nachgebildet, darunter Friedrich Gottlieb Klopstock, Friedrich Hölderlin, August von Platen, Josef Weinheber, Ricarda Huch und Georg Britting.
Da die deutsche Sprache sich nicht an der Silbenlänge, sondern an der Betonung orientiert und zwei Betonungen nicht aufeinanderfolgen können, müssen im Deutschen die mit × bezeichneten ambivalenten Silben unbetont sein, also:

—◡ | —◡ | —◡◡ | —◡ | —◡

—◡ | —◡ | —◡◡ | —◡ | —◡

—◡ | —◡ | —◡◡ | —◡ | —◡

—◡◡ | —◡
Beispiel: Platen.
Diese deutsche Form der sapphischen Strophe zeigt in den ersten drei Versen eine große Gleichförmigkeit, denen die Dichter auf verschiedene Arten zu begegnen versuchen. Unterschiedliche Verseinschnitte und zahlreiche Enjambements gehören ebenso dazu wie der von Klopstock eingeführte Wander-Daktylus, bei dem der Daktylus im ersten Vers an erster Stelle, im zweiten an zweiter Stelle und im dritten an dritter Stelle steht, und somit im zweiten Vers einem phaläkischen Vers gleichkommt. Hölderlin hingegen lässt den Daktylus in seinem Gedicht Unter den Alpen gesungen im dritten Vers an die vierte Stelle wandern, sodass sich am Ende der Strophe der Adoneus wiederholt.
Beispiel: Klopstock, Hölderlin.
Eine andere, schwieriger zu verwirklichende Möglichkeit ist die Einhaltung der Zäsur nach der dritten Hebung, wie sie in der von Horaz ausschließlich gebrauchten Form des Verses vorkommt:
—◡—◡— ‖ ◡◡—◡—×
Beispiel: Weinheber.
Zur sogenannten 2. sapphischen Strophe siehe Sapphicus maior.

## Beispiele
Sappho, „Lied auf der Scherbe“:
ποικιλόθρον‘ ἀθανάτ‘ Ἀφρόδιτα,
παῖ Δίος δολόπλοκε, λίσσομαί σε,
μή μ‘ ἄσαισι μηδ‘ ὀνίαισι δάμνα,
πότνια, θῦμον,
Poikilothron' athanat' Aphrodita,
pai Dios doloploke, lissomai se,
mē m' asaisi mēd' oniaisi damna,
potnia, thymon,
Horaz:
Iam satis terris || nivis atque dirae
grandinis misit || pater et rubente
dextera sacras || iaculatus arcis
terruit urbem.
August von Platen (Los des Lyrikers):
Stets am Stoff klebt unsere Seele, Handlung
ist der Welt allmächtiger Puls, und deshalb
flötet oftmals tauberem Ohr der hohe
lyrische Dichter.
Friedrich Hölderlin (Unter den Alpen gesungen):
Aber es bleibt daheim gern, wer in treuem
Busen Göttliches hält, und frei will ich, so
Lang ich darf, euch all, ihr Sprachen des Himmels!
Deuten und singen.
Friedrich Gottlieb Klopstock (Furcht der Geliebten):
Cidli, du weinest, und ich schlumre sicher,
Wo im Sande der Weg verzogen fortschleicht;
Auch wenn stille Nacht ihn umschattend decket,
Schlumr ich ihn sicher.
Josef Weinheber (Kaisergruft):
Schweig! Besinn’s! Tritt ein || in die Nacht! Gesetzt ist
hier dem Weg ein Ziel. || Was befahl, beschied sich,
und was groß war, ruht; || Das gekrönte Haupt und
alle die Händ’ der
Taten, Schwert und Kreuz, || überkommne Kraft des
Zepters, Schlacht und Sieg, || und der Fahnen wilder
Schwung, und Schild voll Prunk, || und des Adlers erz- und
erbliches Zeichen.
Jan Wagner (erinnerung an die siebziger jahre):
gräser tobten rund um mein rad, und hinterm
hügel pochten, pochten die tennisplätze.
telefone waren vor allem stumm in
jener epoche,
blühten nacht für nacht auf den beistelltischen
kühl und weiß wie seerosen, und das eine
kabel hing ins dunkel hinab, hing bis zum
schlammigen teichgrund.